# Madagh (kommun)
Madagh (franska: Madagh (CR), Madagh (Commune Rurale), arabiska: العثامنة) är en kommun i Marocko.   Den ligger i provinsen Berkane och regionen Oriental, i den nordöstra delen av landet, 400 km öster om huvudstaden Rabat. Antalet invånare är 11 645.